# Nave industrial

Símbolo de nave industrial.

Una nave industrial es un edificio de uso industrial que pone la producción y/o almacena los bienes industriales, junto con los obreros, las máquinas que los generan, el transporte interno, la salida y entrada de mercancías, etcétera. Los requisitos y tipos de construcción de la nave varían en función de las  innumerables actividades económicas que se pueden desarrollar en su interior, lo que ha conducido al desarrollo de un gran número de soluciones constructivas. Por ejemplo, en las naves que albergan cadenas de producción la longitud suele ser la dimensión predominante de la construcción.

## Evolución histórica de las naves industriales

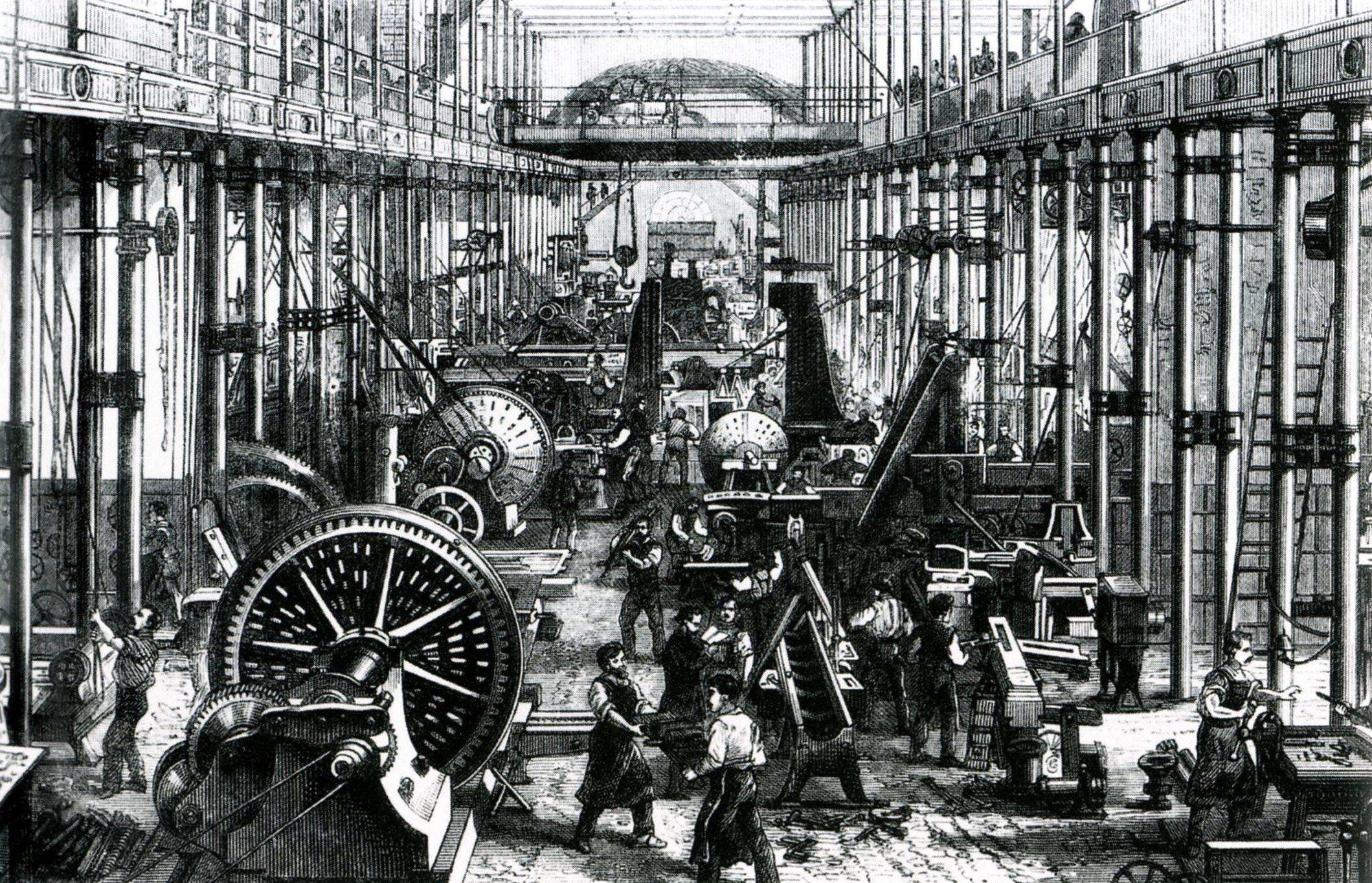
Grabado del interior de un edificio industrial en 1868

Los primeros edificios industriales surgieron en torno a las ciudades en los siglos XVIII y XIX, debido a la Revolución industrial producida a partir de la invención de la máquina de vapor. Las chimeneas altas de las calderas de estas máquinas cambiaron el paisaje urbano y trajeron consigo una nueva forma de vida que con el tiempo transformó por completo la sociedad. 
Antes de la Revolución Industrial la economía estaba basada en el trabajo artesanal organizado en gremios. Luego de la misma comenzó la producción en edificios que alojaban las máquinas, la mano de obra y las materias primas, además de las fuentes de energía (carbón, agua). Estas primeras fábricas podían incluso servir de viviendas para los obreros que trabajaban en ellas. Con el avance de la industrialización, también se realizó en las naves la producción en serie. 

### Arquitectura tradicional aplicada a la industria
Las primeras naves industriales se basaron en la arquitectura civil de la época, utilizándose estructuras y materiales como vigas y cerchas de madera sobre muros de carga. También se utilizaron las bóvedas (de piedra natural o ladrillo) y las bóvedas tabicadas. 
El uso de vigas de madera limitaba la distancia de separación de los puntos de apoyo a 6 metros como máximo. Esta limitación fue superada al construir con cuchillos de madera, que son una forma primitiva de cerchas. Los muros de carga se levantaban con ladrillos o mampostería, sufriendo a veces modificaciones como la inclusión de pilastras que fortalecían la estabilidad lateral del muro. 
Las bóvedas también impedían el desarrollo de grandes luces. Debido a esto los edificios industriales que se construían con las estructuras mencionadas estaban limitados a una planta estrecha y alargada, sin contar con una estructura tal como se la concibe en la actualidad (un esqueleto que recoge el peso y lo transmite hasta la cimentación). El soporte de la edificación se lograba apoyando la cubierta de forma continua a lo largo de los muros, que ejercían una doble función: por un lado, eran elementos de cerramiento que delimitaban el espacio interior del exterior a la nave, y de otro lado, eran elementos estructurales que debían resistir las cargas.

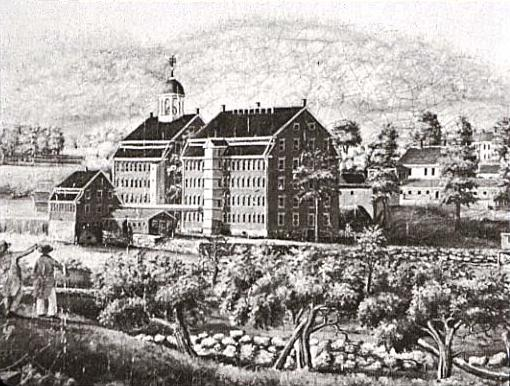
Edificio industrial en altura. Boston Manufacturing Company entre 1813-1816.

 También eran característicos de la época los edificios altos divididos en plantas similares a bloques de viviendas. Los componentes pesados como máquinas y sistemas de producción de energía se ubicaban en la planta baja, mientras que en las plantas superiores los trabajadores desarrollaban las labores de manufactura o poco mecanizados, ayudándose por herramientas y maquinaria ligera.
Una característica común de las naves industriales era la escasa existencia de aberturas para ventilación e iluminación del interior.

### El nacimiento de la arquitectura industrial
Las soluciones arquitectónicas tradicionales no podían satisfacer las crecientes necesidades de la incipiente industria: diafanidad, grandes espacios productivos, mayor iluminación, funcionalidad, etc. Es por eso que surge la arquitectura industrial aportando nuevos tipos estructurales utilizando los avances en siderurgia y técnicas de unión. 
El acero como material estructural permitió crear un abanico de combinaciones. Pueden mantenerse los tradicionales muros de carga introduciendo el acero en las cubiertas, pueden emplearse columnas de fundición, pueden combinarse los muros de carga con los soportes (pilares) metálicos, o finalmente, hacer una nave completamente metálica, utilizando profusamente las cerchas metálicas. Estos elementos se elaboran de perfiles de acero triangulados con uniones remachadas, que permiten alcanzar grandes luces. Además, las columnas de fundición con cercha metálica permiten que el apoyo del edificio no se realice sobre elementos continuos como un muro de carga, sino sobre elementos lineales como las columnas o pilares.
Para mejorar las estructuras de acero se debieron mejorar las técnicas de unión, principalmente, la soldadura y el roblonado. Fue muy importante en este aspecto el desarrollo de los fundamentos de la elasticidad y la resistencia de materiales, que dotaron al campo de la construcción de herramientas que permitían calcular los esfuerzos en estructuras complejas (hiperestáticas) y comprender la forma en que los materiales resisten las cargas (distribución de tensiones en el seno del material). 

### El hormigón armado
También fue importante la invención del hormigón armado, cuya invención se dio por las mismas fechas tanto en Francia y Estados Unidos. Hasta inicios del siglo XX, el desarrollo del hormigón armado se basó en el sistema de patentes. En EE. UU. y comenzó utilizando este material para la construcción de depósitos, silos y estructuras similares, mientras que los avances en nuevos tipos estructurales para estructuras de edificación basados en la utilización del hormigón armado se patentaban. 
El hormigón es un material resistente a la compresión pero que no soporta tracción. Es durable y resistente al fuego, siempre que los recubrimientos de las armaduras sean suficientes. Además, se distingue entre el hormigón 'in situ', que es aquel vertido directamente en obra, y el hormigón prefabricado, que es aquel que ha sido vertido, ha fraguado y ha endurecido en una central de hormigonado. Las estructuras de hormigón prefabricado son relativamente contemporáneas, y uno de sus usos más extendidos está en las naves industriales, especialmente las basadas en pórticos y cerchas, aunque la cimentación suele hacerse siempre in situ.
Cabe mencionar que el hormigón provocó un ahorro en materia económica.

### La edificación industrial en la actualidad

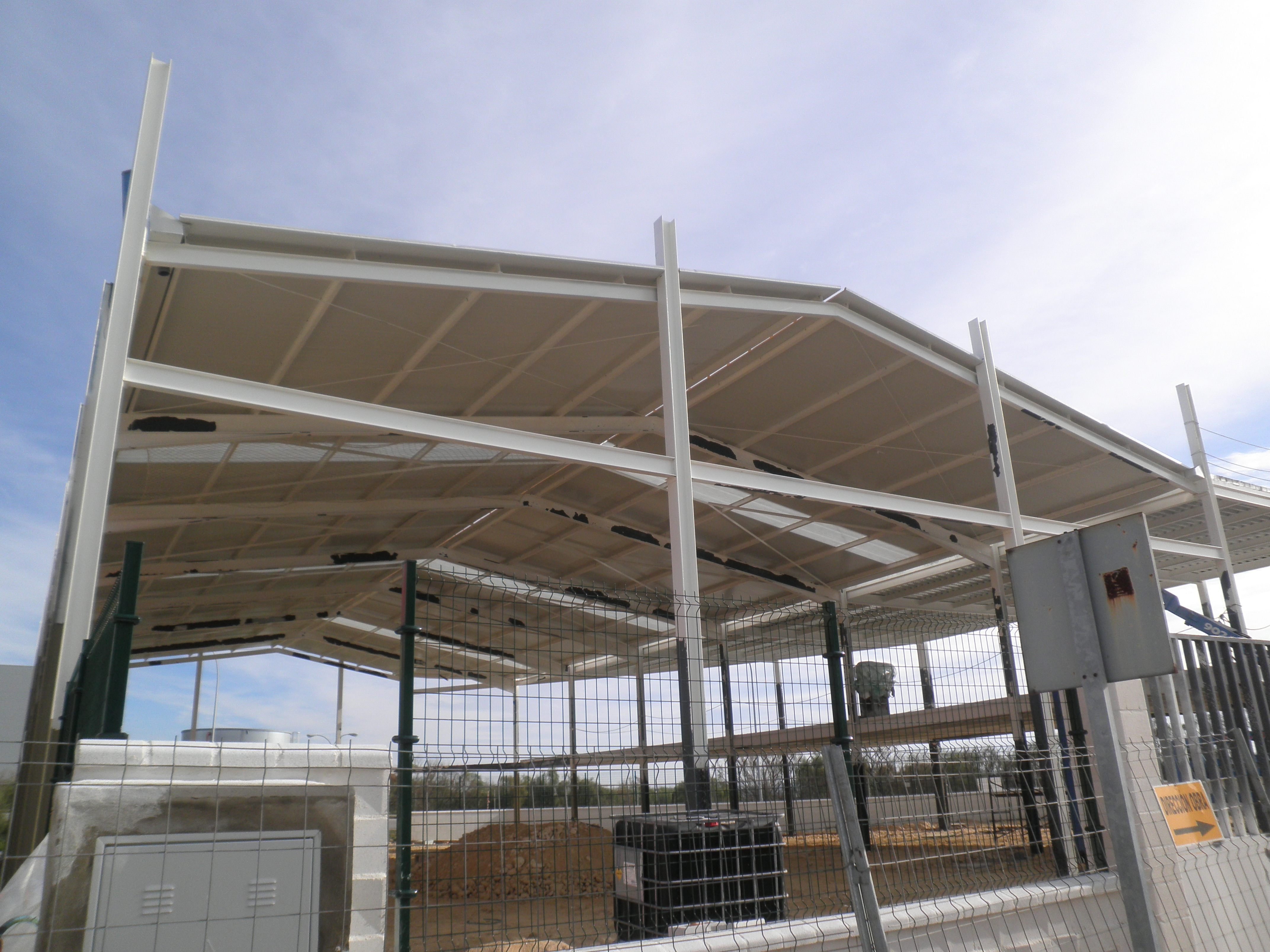
Nave industrial en construcción con estructura metálica.

Desde finales de la década de 1990 existe un crecimiento de las naves industriales de hormigón prefabricado. Sean metálicas o de hormigón, las naves industriales se sitúan en terrenos especialmente autorizados y conocidos como polígonos industriales, habilitados con suelos de uso industrial por los planeamientos de ayuntamientos y administraciones autonómicas.
]
Los polígonos industriales cuentan con servicios comunes, como abastecimiento de energía eléctrica, abastecimiento de agua potable, red telefónica, así como buena comunicación con carreteras, ferrocarriles, puertos marítimos o aeropuertos.

### Tipos de estructuras en naves industriales
Existen tres tipos de estructuras para la edificación de naves industriales, las cuales son:
- Estructura metálica. Construida a base de metales. Es menos rígida. Estas vigas no pesan y se pueden transportar con facilidad en el proceso de construcción.
- Estructura de hormigón. Es más rígida. También sus vigas mucho más pesadas para ser transportadas. Además, requiere de mayor tiempo para la construcción que la estructura metálica.
- Estructura mixta. Como su nombre indica, se trata de la combinación de ambos materiales.
Así mismo existen distintos tipos de cubiertas que una nave industrial puede tener, son las siguientes:
- Cubierta tipo Sandwich
- Cubierta tipo Deck
- Cubierta autoportantes
- Cubiertas simples